# Rose Rayhaan by Rotana
El Rose Rayhaan by Rotana es un rascacielos de 333 metros y 71 plantas construido en Sheikh Zayed Road, la avenida principal de Dubái, EAU. Este proyecto tuvo una reducción de tamaño de su propuesta inicial, de 380 metros, a su altura actual por unos cambios en el diseño de la estructura, que aun así lo convierten en el hotel más alto del mundo, superando al Burj al-Arab con sus 321 metros, también en Dubái. El 24 de octubre de 2006, el edificio llegó a su máxima altura con el añadido de la antena.
Su construcción finalizó en septiembre de 2007 y su costo fue de 60 millones de dólares [cita requerida]. Se encuentra situado entre el entre el Burj Khalifa y las Emirates Towers.
Rose Rayhaan Rotana es una de las primeras cadenas hoteleras importantes en operar en Dubái como libre de alcohol. El hotel tiene dos restaurantes y una cafetería abierta las 24 horas. El consorcio Bonyan International Investment Group es el responsable por el desarrollo e invirtió 180 millones de dólares americanos. El edificio fue terminado oficialmente con 684 habitaciones, suites y penthouse. El hotel abrió sus puertas oficialmente el 23 de diciembre de 2009.